# Минейро
Ка́рлос Лусиа́но да Си́лва (порт.-браз. Carlos Luciano da Silva; 2 августа 1975, Порту-Алегри), более известный под именем Мине́йро (порт.-браз. Mineiro) — бразильский футболист, опорный полузащитник

## Карьера
Минейро начал карьеру в молодёжном составе клуба «Интернасьонал», где его не оценили и убрали из молодёжной команды за слишком маленький рост. Оттуда он перешёл в 1994 году «Рио-Бранко». Своё прозвище полузащитник получил из-за внешнего сходства с защитником 70-х Клаудио Минейро. В 1997 году он перешёл в «Гуарани». И провёл за команду 24 матча. Оттуда он перешёл в клуб «Понте-Прета», сначала на правах аренды, а затем заключив полноценный контракт. Трансфер обошёлся команде в 680 тыс реалов. В 2003 году Минейро стал игроком «Сан-Каэтано», с которой годом позже выиграл чемпионат штата Сан-Паулу. В 2005 году полузащитник перешёл в «Сан-Паулу», куда его лично пригласил Эмерсон Леао. Он составил пару центральных полузащитников клуба месте с Жозуэ. И в первом же году он выиграл чемпионат штата, Кубок Либертадорес и Клубный чемпионат мира. Более того именно Минейро забил единственный гол в финале в ворота «Ливерпуля», позволивший выиграть турнир. В 2006 году Минейро стал чемпионом Бразилии. Уже в конце этого года игрок провёл переговоры с «Сантосом», но из-за жены футболиста, которая желала уехать из Бразилии переход не состоялся. 
31 января 2007 года Минейро перешёл в немецкую «Герту», подписав полуторагодичный контракт  заработной платой в 1,3 млн евро в год. Он дебютировал в составе команды 3 февраля 2007 года в матче с «Гамбургом», в которой забил победный гол на 90-й минуте встречи с передачи Жилберто, с которым играл еще в «Сан-Каэтано». За клуб футболист провёл 36 матчей в Бундеслиге) и забил 2 гола. После окончания контракта, «Герта» предложила новое двухлетнее соглашение, но бразилец отказался. По другим данным это «Герта» отказалась переподписывать контракт с полузащитником. Причиной называлось, что и для бразильской сборной, и ранее для «Сан-Паулу», Минейро являлся страхующим игроком всей атаки, участвуя только в оборонительных действиях, а в «Герте» видели его роль по другому, в качестве одного из организаторов нападения команды, что не подходило для футболиста, который из-за этого часто не выходил в стартовом составе.
В сентябре 2008 года Минейро прошёл просмотр в лондонском «Арсенале», а затем в «Челси», который искал замену Майклу Эссьену, получившему травму. В результате бразилец стал игроком «аристократов»., подписав контракт сроком на 9 месяцев с заработной платой 30 тыс фунтов. Главный тренер команды Луиc Фелипе Сколари сказал об полузащитнике: «Это игрок, который был мне нужен, поскольку мы на полгода остались без Майкла Эссьена. У меня есть только один такой полузащитник - Микел. Фанатам „Челси“ я могу сказать, что Минейро очень похож на Макелеле, если они его помнят». 11 декабря он дебютировал в составе команды в матче Кубка футбольной лиги с «Бернли», в которой проиграл в серии пенальти. В ноябре 2009 года он сыграл свой второй и последний матч за клуб, в чемпионате Англии против «Сандерленда» (5:0).
14 августа 2009 года Минейро, в статусе свободного агента, перешёл в «Шальке 04», подписав контракт на год. В сезоне 2011/12 выступал за клуб «Кобленц», где и завершил футбольную карьеру в 2012 году. Он ненадолго возобновил карьеру в 2014 году в клубе Вестфальской лиги Марль-Хюльс. После завершения футбольной карьеры, Минейро остался в Германии, где работал скаутом и помогал адаптации бразильских футболистов в этой стране.

## Международная карьера
Минейро впервые был вызван в состав сборной Бразилии в октябре 2000 года, став первым игроком «Понте-Преты» за 14 лет, вызванных в стан национальной команды. По его собственным словам, звонок главного тренера Эмерсона Леао «стал признанием моей работы». 25 апреля 2001 года он дебютировал в составе команды в матче квалификация чемпионата мира против сборной Перу (1:1), заменив по ходу встречи Рикардиньо. Второй же матч за сборную полузащитник провёл лишь 3 года спустя, выйдя в товарищеской встрече с Гватемалой. В 2006 году он поехал на чемпионат мира, заменив в составе Эдмилсона, который получил травму за несколько дней до начала соревнования. На поле на турнире он не выходил. С 2007 года Минейро регулярно стал выходить на поле в составе национальной команды. В том же году он поехал на Кубок Америки, где он провёл все 6 матчей, а Бразилия выиграла турнир. Последний матч за национальную команду он сыграл 18 июня 2008 года с Аргентиной в квалификация чемпионата мира 2010. Всего за национальную команду полузащитник провёл 25 матчей (24 официальных), голов не забивал.

## Достижения

### Командные
- Чемпион штата Сан-Паулу: 2004, 2005
- Обладатель Кубка Либертадорес: 2005
- Победитель Клубного чемпионата мира:  2005
- Чемпион Бразилии: 2006
- Обладатель Кубка Америки: 2007

### Личные
- Обладатель «Серебряного мяча» Бразилии: 2000, 2004, 2005, 2006